# Sejm
Der Sejm der Republik Polen (polnisch Sejm Rzeczypospolitej Polskiej [sεjm]) bildet neben dem Senat eine der beiden Kammern des polnischen Parlaments. Er zählt zu den ältesten Parlamentseinrichtungen der Welt mit Wurzeln im 12. Jahrhundert und wurde 1493 als regelmäßig tagende Institution etabliert. In seiner heutigen Form existiert er seit dem Systemwechsel 1989 und ist das wichtigste politische Organ der Dritten Republik.

## Geschichte

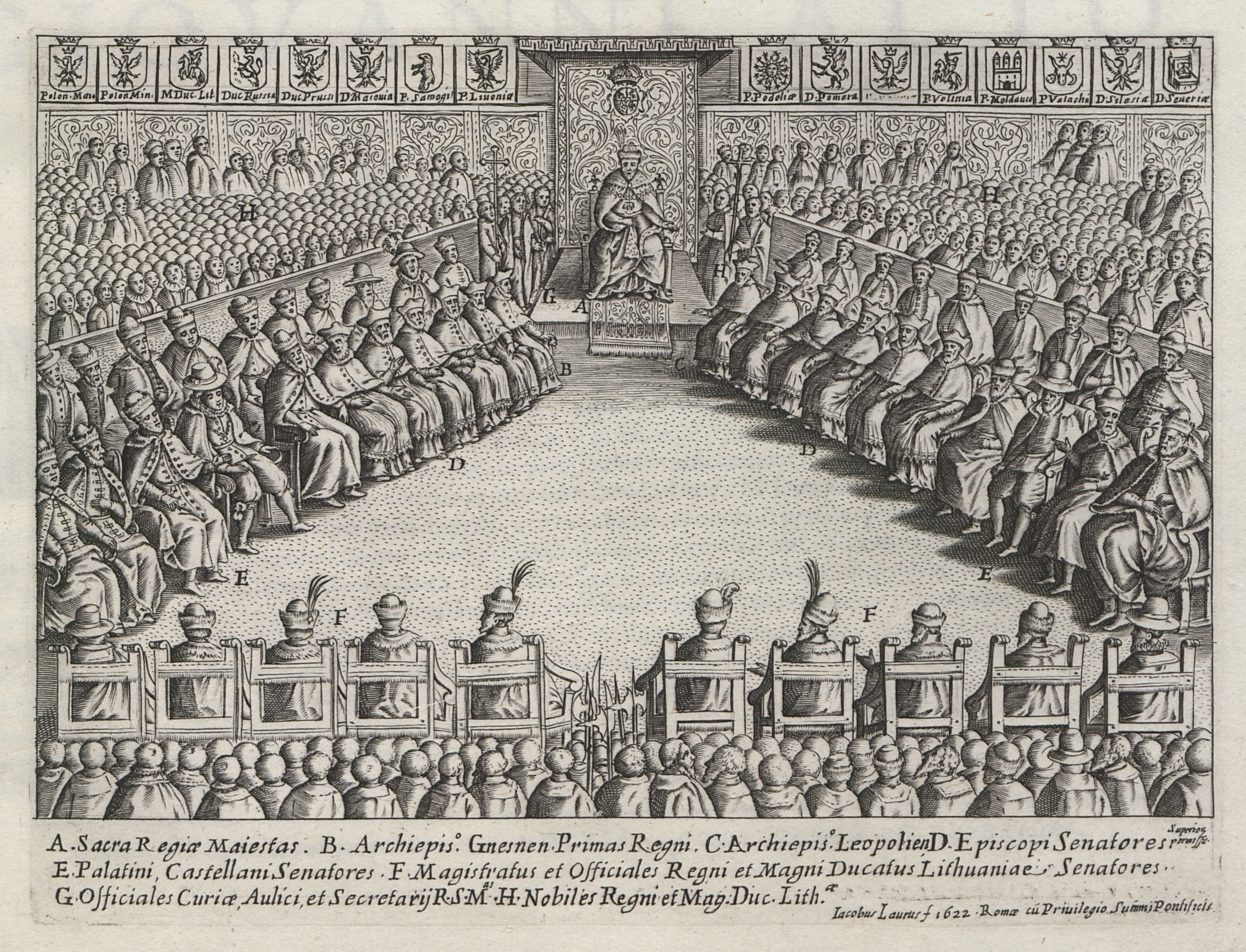
Sejm im Jahr 1622

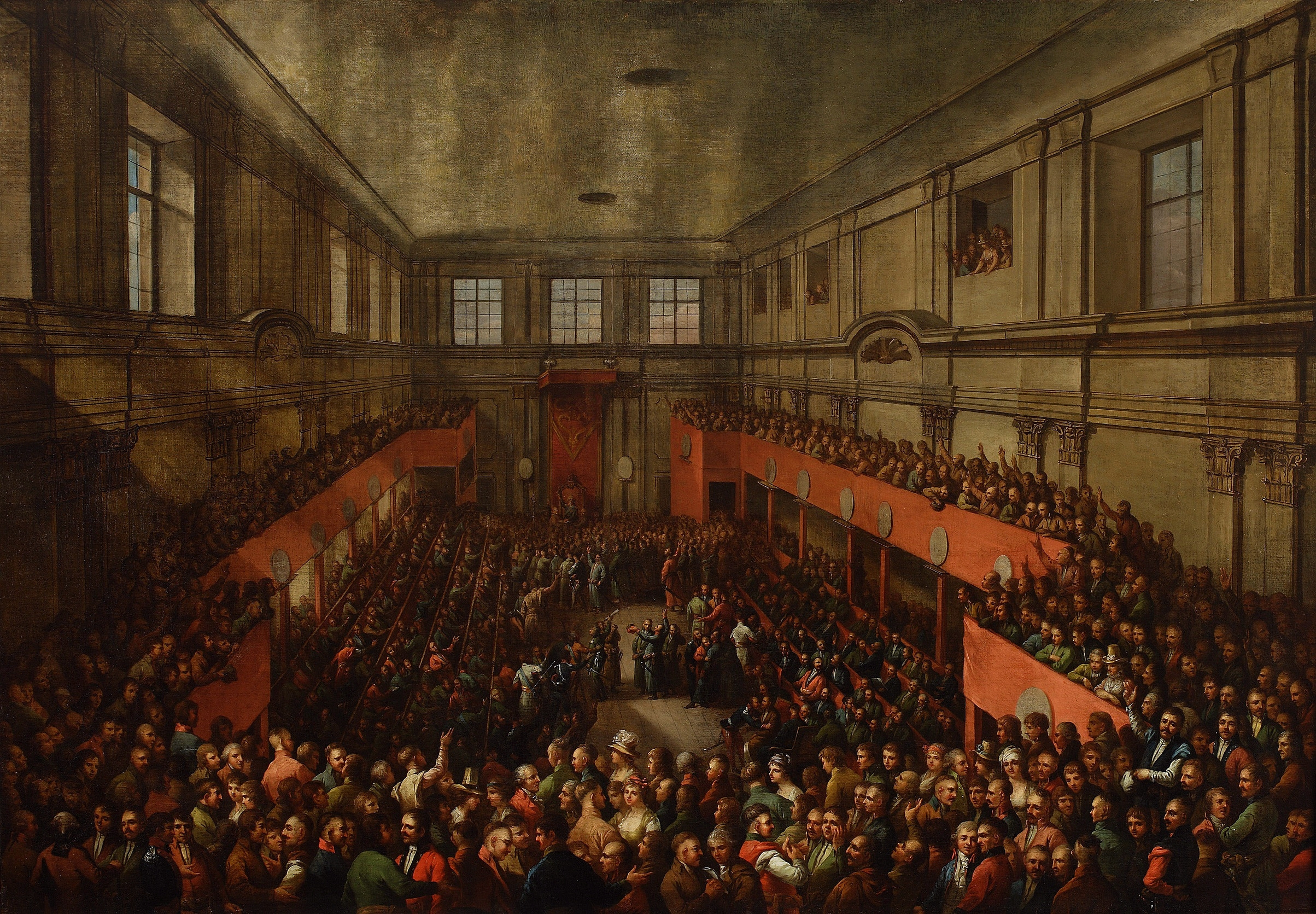
Der „Große“ Sejm nimmt die Verfassung vom 3. Mai 1791 an

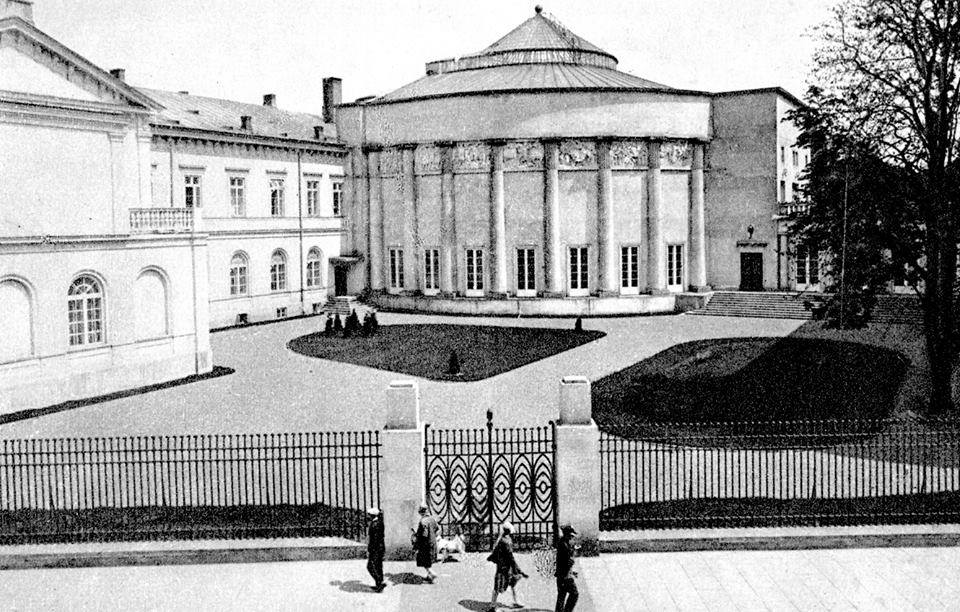
Das Parlamentsgebäude vor 1939

Das polnische Parlament zählt zu den ältesten der Welt. Es entwickelte sich aus den Institutionen historische Ständeversammlung (Sejm) und Ältestenrat (Senat), die polnische Herrscher in wichtigen Staatsangelegenheiten konsultierten. In der zweiten Hälfte des 12. Jahrhunderts gewann vor allem der Sejm an Einfluss. 1182 beschlossen seine Mitglieder die ersten Regeln, um absolutistischen Tendenzen der Monarchen entgegenzuwirken. Bis ins 15. Jahrhundert wurden die Zusammenkünfte und Beratungen noch unregelmäßig abgehalten und nur zu wichtigen Anlässen einberufen.
In seiner heutigen institutionalisierten Form existiert der Sejm seit 1493. Seit dieser Zeit fanden alle zwei Jahre über einen Zeitraum von sechs Wochen regelmäßige Versammlungen statt, wobei Sondersitzungen aus wichtigen Anlässen möglich waren. Zum Kompetenzbereich des Sejm gehörten unter anderem die Wahl des Königs und die Steuerpolitik. Die höhere Kammer (Senat) bestand aus höchsten Würdenträgern und Bischöfen, die niedrigere (Sejm) aus Abgeordneten, die durch Parlamente einzelner Provinzen (Sejmiki) abgesandt wurden. Passives und aktives Wahlrecht besaßen nur Vertreter des Landadels (Szlachta), die bis zu 15 Prozent der Bevölkerung ausmachten und die unabhängig von ihrem materiellen Status alle Bürgerrechte im heutigen Sinn innehatten.
Im Lauf der Zeit entwickelte sich der Sejm zu einem Machtzentrum neben dem König und spielte, besonders nach der Union von Lublin, eine große Rolle in der polnischen Adelsrepublik. Dieses System existierte bis zu den Teilungen Polens gegen Ende des 18. Jahrhunderts; es war eine europaweit einmalige demokratische Institution, die eine Mitbestimmung der Bevölkerung sichern sollte. Zugleich implizierte diese parlamentarische Staatsordnung aber die Gefahren des Populismus und der Einmischung aus dem Ausland.
Als Russland Mitte des 18. Jahrhunderts begann, seine Europapolitik immer expansiver zu betreiben, definierte es den Parlamentarismus als eine Schwachstelle des polnischen Staates. Im Sejm wurden prorussische Fraktionen gefördert, die eher im Interesse des Nachbarn als denen Polens agierten und etliche Reformbestrebungen zur Staatskonsolidierung untergruben. So wurde 1772 die erste Teilung Polens unter russischen Kanonen, die das Parlamentsgebäude umstellten, von dem sogenannten Stummen Sejm ohne Widerspruch „ratifiziert“. Nach diesem Ereignis verstärkte der polnische König Stanisław August Poniatowski seine Reformbemühungen. 1791 gab sich Polen als erster europäischer Staat eine moderne Verfassung, einige ausufernde Rechte des Parlaments (Liberum Veto) wurden eingeschränkt; es folgte eine Umstrukturierung der Streitkräfte. Beides wurde durch das prorussische Lager unterminiert: Die Konföderation von Targowica bat Russland um eine Intervention, um althergebrachte Bürgerrechte und Freiheiten zu garantieren. Infolge der zweiten und dritten Teilung wurde Polen als Staat von Russland, Preußen und Österreich 1795 aufgelöst.
Im 19. Jahrhundert fungierten im Herzogtum Warschau, in Kongresspolen, in der Provinz Posen und in Galizien unterschiedliche „Parlamente“ als Beratungsgremien mit unterschiedlichen Graden an Autonomie.
In der Zweiten Republik (1918–1939) erfolgte die Neugründung des Sejm mit zwei Kammern. Zwischen 1919 und 1922 tagte zudem die Polnische Nationalversammlung.
In der Volksrepublik Polen wurde der Senat aufgelöst und der Sejm mit einer Kammer als rein beratende Fassadeninstitution beibehalten. Tatsächliche Machtzentren waren das Zentralkomitee der kommunistischen PZPR und die KPdSU.

## Gegenwart

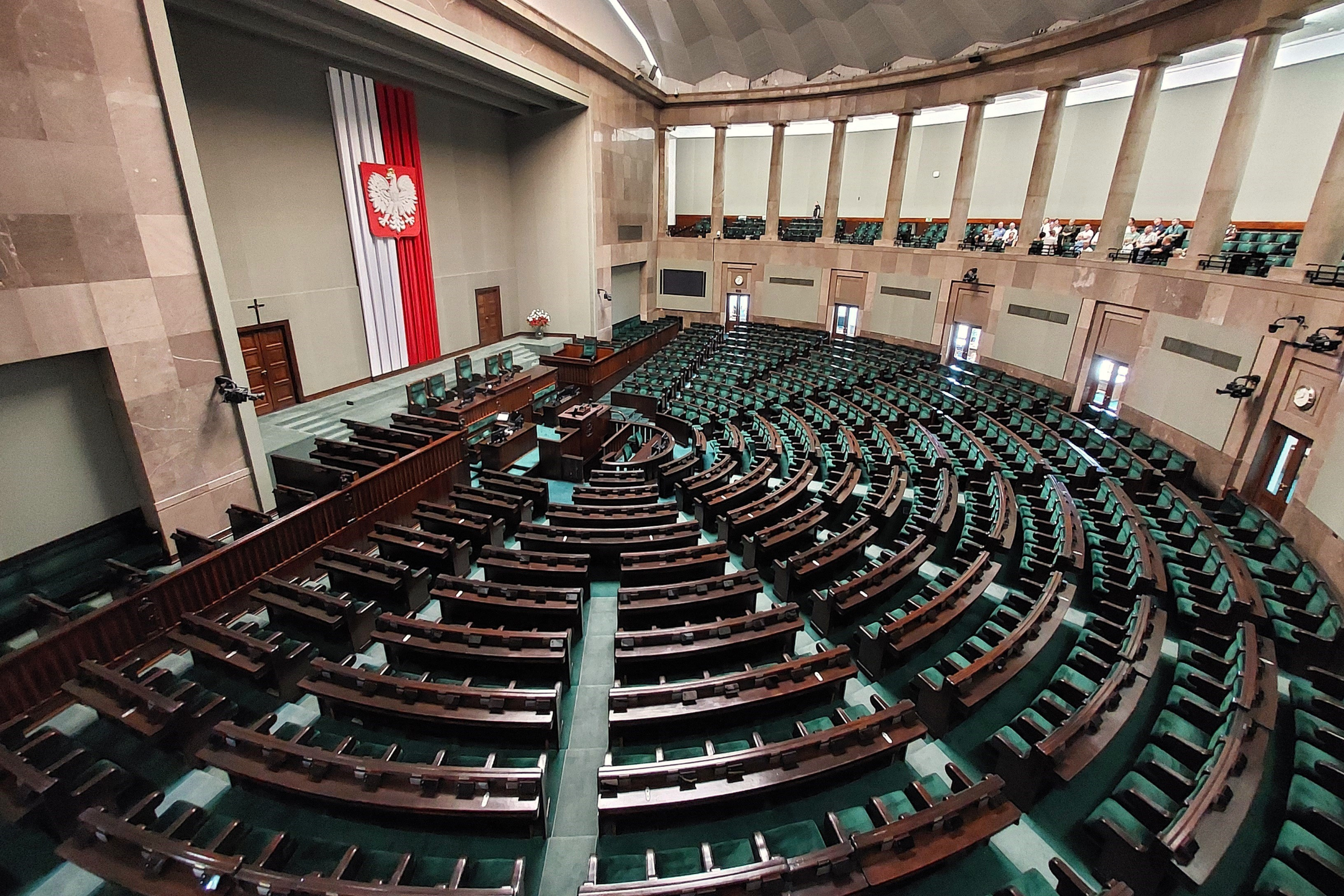
Plenarsaal

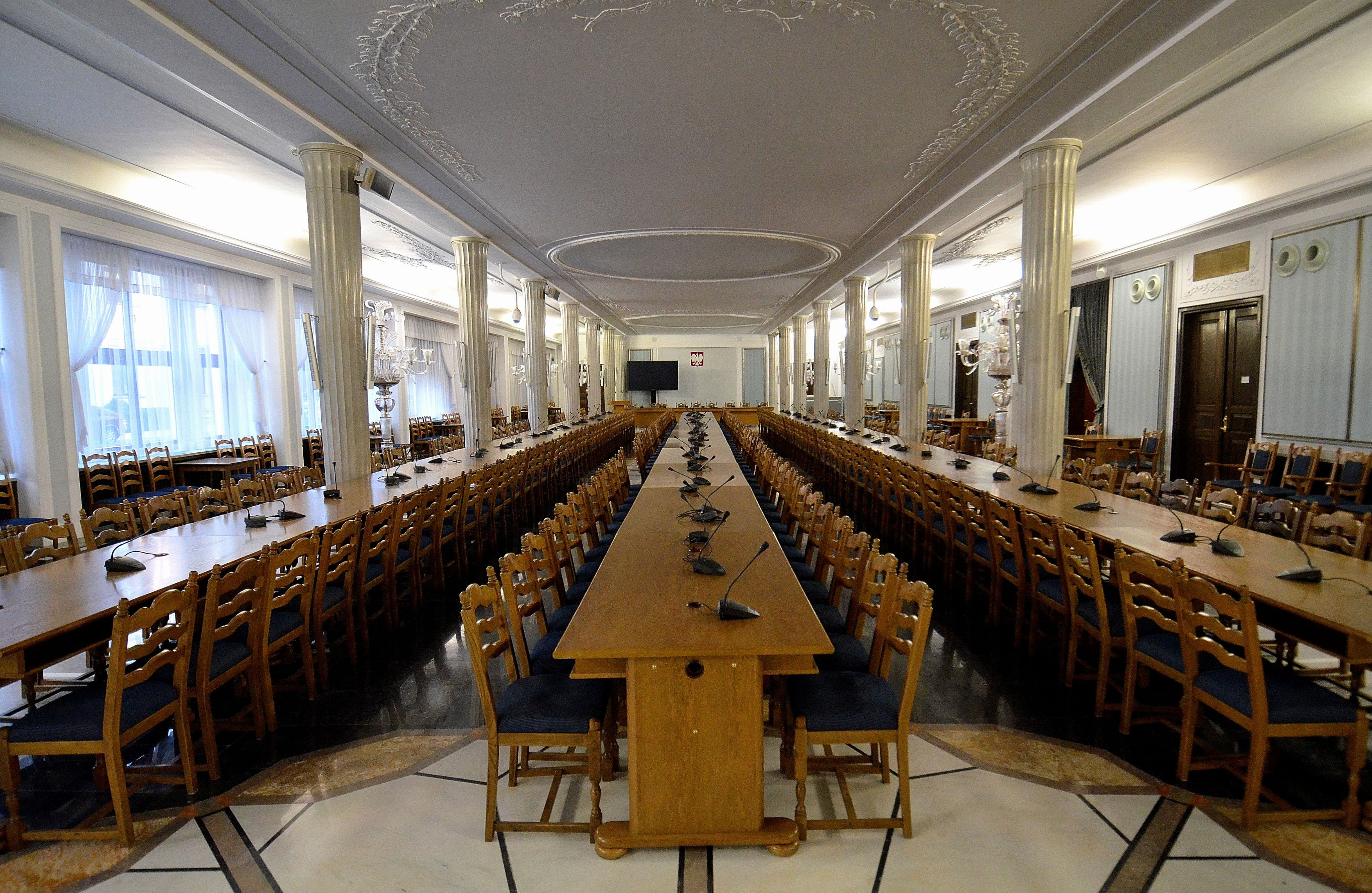
Ausschusssaal

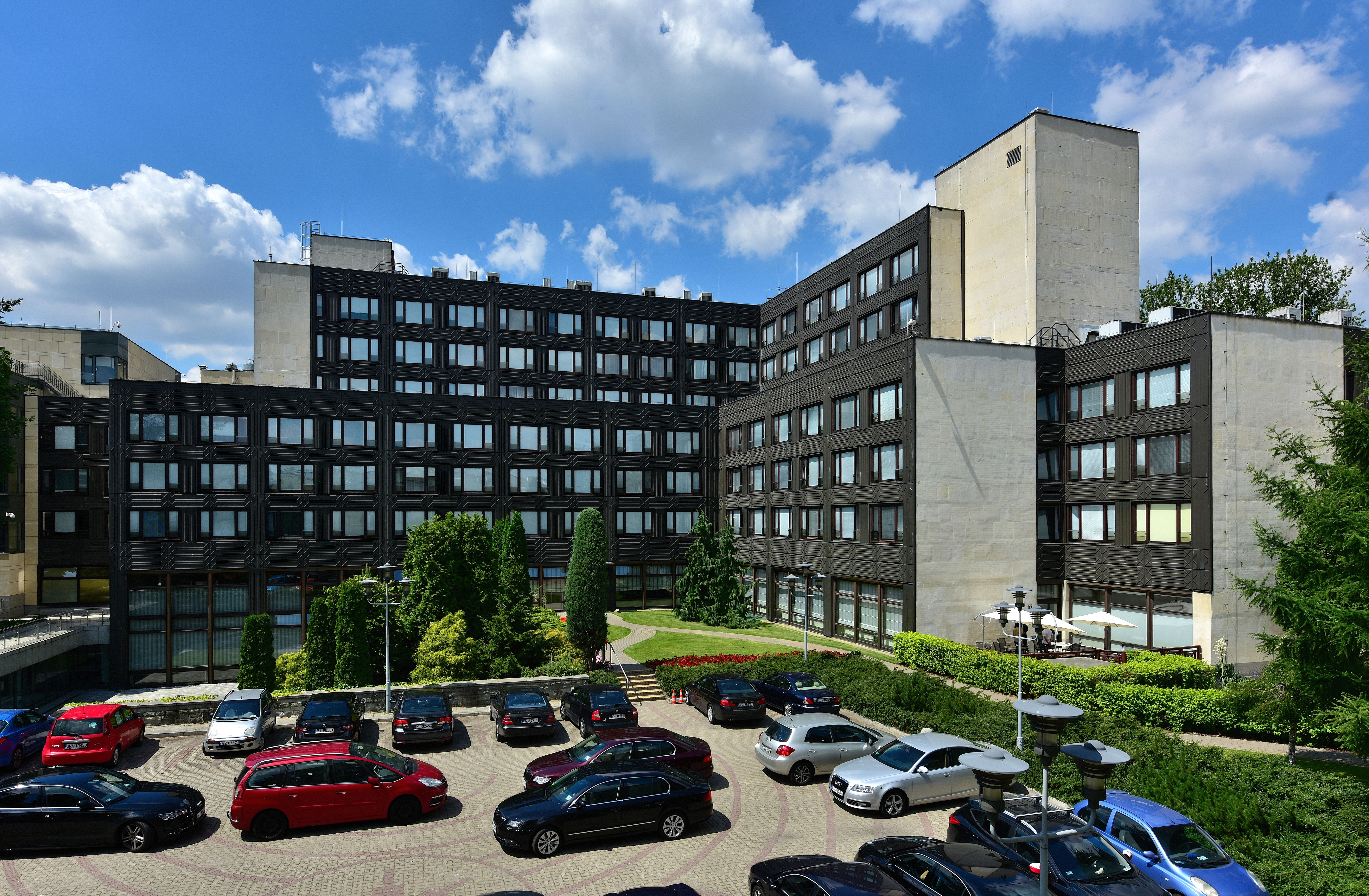
Abgeordnetenhaus

Im Juni 1989 wurde in einer limitierten Wahl das erste Parlament der Dritten Republik aufgestellt. 40 Prozent der Mandate wurden vertraglich der kommunistischen Regierung zugesichert. In einer freien Wahl sollten 35 Prozent der Abgeordneten und 100 Prozent der Senatoren bestimmt werden. Die Opposition errang schließlich 99 von 100 Mandaten im Senat und 160 von möglichen 161 Mandaten im Sejm (von insgesamt 460 Plätzen). Am 19. Juli 1989 wurde Wojciech Jaruzelski vom Sejm zum Staatspräsidenten gewählt. Die Amtszeit des „Vertragssejms“ dauerte zwei Jahre. Das nächste Parlament wurde 1991 in einer vollständig freien Wahl für reguläre vier Jahre gewählt.
Laut der Verfassung von 1997 übt der Sejm gemeinsam mit dem Senat die gesetzgebende Gewalt in Polen aus. Der Sejm besteht aus 460 Abgeordneten, die nach dem Verhältniswahlrecht gewählt werden. Es gilt eine Sperrklausel von 5 Prozent für Parteien bzw. freie Listen und von 8 Prozent für Parteibündnisse (ausgenommen sind Vertreter nationaler Minderheiten). Dem Sejm steht der Sejmmarschall (poln. Marszałek Sejmu) vor. Zu besonderen in der Verfassung vorgesehenen Anlässen treffen Sejm und Senat als Nationalversammlung zusammen.
Im politischen System der Republik Polen nimmt der Sejm eine zentrale Rolle ein (auch im Vergleich zum Senat) und zwar nicht nur als die gesetzgebende Gewalt (Legislative). Auch die vollziehende Gewalt (Exekutive), das heißt, die Regierung (offiziell Ministerrat; poln. Rada Ministrów) ist von ihm abhängig. Ein neuer Ministerpräsident (Vorsitzender des Ministerrates, poln. prezes Rady Ministrów, kurz premier) und seine Minister müssen sich binnen zwei Wochen nach ihrer Ernennung durch den Staatspräsidenten einem Vertrauensvotum im Sejm stellen. Der Sejm kann eine Regierung durch ein konstruktives Misstrauensvotum stürzen. Auf der ersten Sitzung eines neugewählten Sejms wird der Rücktritt der alten Regierung eingereicht.
Der Sejm ernennt (teilweise in Absprache mit dem Senat und dem Staatspräsidenten) auch weitere hohe Staatsträger wie Verfassungsrichter und den Präsidenten der Nationalbank.
Gesetze werden vom Sejm verabschiedet. Falls sie vom Senat oder vom Staatspräsidenten geändert bzw. abgelehnt (Veto) werden, benötigen sie eine qualifizierte Mehrheit.
Völkerrechtliche Verträge müssen vom Sejm ratifiziert werden.
Der Vorsitzende des Parlaments, der Sejmmarschall, steht in der protokollarischen Rangfolge direkt hinter dem Staatspräsidenten und somit vor dem Ministerpräsidenten. Dies wird mittelbar aus dem Recht des Sejmmarschalls abgeleitet, in bestimmten Fällen vorübergehend die Pflichten des Präsidenten wahrzunehmen. So etwa im Falle einer vorübergehenden Verhinderung, eines Amtsverzichts, einer Amtsenthebung oder des Todes des Präsidenten. So agierte beispielsweise im April 2010 nach dem Flugunfall von Smolensk 2010 und dem Tod des Präsidenten Lech Kaczyński der Sejmmarschall Bronisław Komorowski kommissarisch als Staatsoberhaupt.

### Gehalt, Diät und Kostenpauschalen
Die Abgeordneten des Sejm beziehen ein Gehalt von 9.892,30 PLN und eine nicht steuerbare Diät von 2.473,08 PLN im Monat (Stand Mai 2008). Jedes Mitglied des Finanz-, EU- und Rechtsausschusses bekommt 10 % Zulage. In den anderen Ausschüssen bekommen die Vorsitzenden 20 % und die Vizevorsitzenden 15 % Zulage. Dazu bekommt jeder Volksvertreter monatlich 10.000 PLN zur Unterhaltung seines Abgeordnetenbüros im Wahlkreis und eine jährliche Pauschale von 7.600 PLN für Übernachtungen außerhalb von Warschau. Ferner stehen den Abgeordneten jeweils eine Limousine mit Fahrer, kostenlose Taxifahrten in Warschau sowie kostenlose Fahrten mit allen öffentlichen Verkehrsmitteln zu (polnische Staatsbahn PKP, staatliche Busbetriebe PKS und kommunale Verkehrsbetriebe). Das Grundgehalt des Sejmmarschalls beträgt 10.705 PLN plus 3.453 PLN Funktionszulage. Die Vize-Sejmmarschälle erhalten 9.842 PLN Grundgehalt plus 2.762 PLN Funktionszulage. Für Dienstfahrten mit dem privaten Pkw können die Abgeordneten 0,52 bis 0,84 PLN pro Kilometer abrechnen (maximal 3.500 km im Monat).

## Aktuelle Zusammensetzung
Aktuell setzt sich der Sejm wie folgt zusammen: (Stand: Konstituierende Sitzung am 13. November 2023)
| Fraktionen | Fraktionen           | Fraktionen | Fraktionen                                         | Fraktionen                                      | Fraktionen |
| Klub       | Klub                 | Klub | Ausrichtung                                        | Vorsitzender                                    | Sitze      |
| ---------- | -------------------- | --- | -------------------------------------------------- | ----------------------------------------------- | ---------- |
|            | Logo der PO          | Klub Parlamentarny Koalicja Obywatelska – Platforma Obywatelska, Nowoczesna, Inicjatywa Polska, Zieloni Parlamentsklub Bürgerkoalition (umfasst die Abgeordneten aller Parteien, die 2023 als offizielles Wahlbündnis Koalicja Obywatelska angetreten sind)                              | Liberalismus Zentrismus Catch-all-Fraktion         | Borys Budka                                     | 157        |
|            | Logo der PSL         | Klub Parlamentarny Koalicja Polska Parlamentsklub Polnische Koalition | Christdemokratie Agrarismus                        | Władysław Kosiniak-Kamysz                       | 32         |
|            | Logo der Polska 2050 | Klub Parlamentarny Polska 2050 Parlamentsklub Polska 2050 | Zentrismus Christdemokratie                        | Szymon Hołownia                                 | 33         |
|            | Logo der Lewica      | Koalicyjny Klub Parlamentarny Lewicy (Lewica Razem, Sojusz Lewicy Demokratycznej, Wiosna Roberta Biedronia) Koalitionärer Parlamentsklub Linke (umfasst die Abgeordneten aller Parteien, die 2023 unter dem inoffiziellen Wahlbündnis Lewica auf den Wahllisten der SLD angetreten sind) | Sozialdemokratie Demokratischer Sozialismus        | Krzysztof Gawkowski                             | 26         |
|            | Logo der PiS         | Klub Parlamentarny Prawo i Sprawiedliwość Parlamentsklub Recht und Gerechtigkeit (umfasst die Abgeordneten aller Parteien, die 2023 auf den Wahllisten der PiS angetreten sind, außer Kukiz'15)                                                                                          | Nationalkonservatismus Rechtspopulismus            | Ryszard Terlecki                                | 191        |
|            |                      | Koło Poselskie Konfederacja Abgeordnetenzirkel Konföderation (umfasst die Abgeordneten aller Parteien, die 2023 als Partei Konfederacja Wolność i Niepodległość angetreten sind) | Rechtsextremismus Rechtslibertarismus Monarchismus | Krzysztof Bosak Grzegorz Braun Sławomir Mentzen | 18         |
|            | Logo Kukiz’15        | Klub Poselski Kukiz'15 Abgeordnetenklub Kukiz'15 (umfasst die Abgeordneten, die 2023 auf den Wahllisten der PiS angetreten sind) | konservativ rechtspopulistisch                     | Paweł Kukiz                                     | 3          |

### Formen der Abgeordnetenvereinigung
Bei einem Klub Poselski (Abgeordnetenklub) handelt es sich um eine Fraktion aus mindestens 15 Parlamentariern, die im Sejm vertreten sind. Ein Abgeordneter kann sich während einer Diskussion persönlich oder im Namen des Klubs äußern. Darüber hinaus kann mit Senatoren noch ein Klub Parlamentarny (Parlamentsklub) gebildet werden.
Ein sogenannter Koło Poselskie (Abgeordnetenzirkel) besteht aus mindestens drei Parlamentariern.

## Mehrheiten
Unter dem Quorum wird im Nachfolgenden die obligatorische Mindestanzahl an abgegebenen Stimmen verstanden. Für einige Abstimmungen ist kein Quorum vorgesehen.

### Einfache Mehrheit (większość zwykła)
Es werden mehr Ja-Stimmen als Nein-Stimmen abgegeben. Die Enthaltungen werden ausschließlich beim Quorum (230 Stimmen) mitberücksichtigt.
Beispiel 1
| mögliche Stimmen: abgegebene Stimmen: JA: NEIN: Enthaltungen: Resultat: | 460 230 1 0 229 angenommen |

Beispiel 2
| mögliche Stimmen: abgegebene Stimmen: JA: NEIN: Enthaltungen: Resultat: | 460 231 229 0 angenommen |

### Absolute Mehrheit (większość bezwzględna)
Es werden mehr Ja-Stimmen als Nein-Stimmen und Enthaltungen abgegeben. Während im Bundestag mehr als die Hälfte aller möglichen Stimmen bei der absoluten Mehrheit benötigt wird, ist sie im Sejm von den abgegebenen Stimmen abhängig. Es gilt ein Quorum von 230 Stimmen.
Beispiel 1
| mögliche Stimmen: abgegebene Stimmen: JA: NEIN: Enthaltungen: Resultat: | 460 230 116 57 angenommen |

Beispiel 2
| mögliche Stimmen: abgegebene Stimmen: JA: NEIN: Enthaltungen: Resultat: | 460 231 114 115 angenommen |

### Qualifizierte Mehrheiten (Auswahl)
Gemäß polnischer Verfassung (Art. 98 Abs. 3) wird zur Kürzung der Legislaturperiode die qualifizierte Zwei-Drittel-Mehrheit bezogen auf die möglichen Stimmen (460) benötigt, sodass mindestens 307 Jastimmen erforderlich sind. Für eine Verfassungsänderung (Art. 235 Abs. 4) ist die qualifizierte Zwei-Drittel-Mehrheit bezogen auf die abgegebenen Stimmen bei einem Quorum von 230 Stimmen erforderlich.

## Wahlergebnisse zum Sejm seit 1991

### 1. Legislaturperiode (1991–1993)
Für die Wahl zum polnischen Parlament 1991 wurden die 460 Sitze des Sejm in zwei getrennten Mandatskontingenten gewählt. 85 % der Sitze (391) wurden auf regionaler Ebene (Woiwodschaften), 15 % der Sitze (69) auf nationaler Ebene (Landesliste) bestimmt. Die Abgeordneten wurden in 37 Mehrpersonenwahlkreisen mit 7 bis 17 Mandaten gewählt. Eine Sperrklausel existierte nur auf nationaler Ebene für die Landeslisten – sie lag bei 5 %. Für die Wahlkreislisten gab es dagegen keine Hürde, so dass bereits wenige Prozente ausreichten, um ein Mandat zu gewinnen. Grund für diese fehlende Sperrklausel war der Wunsch, nach den Jahren der Volksrepublik möglichst allen gesellschaftlichen Gruppierungen die Chance einer parlamentarischen Vertretung zu ermöglichen. Insgesamt traten 111 Wahlkreislisten und 47 Landeslisten zur Wahl an. Bei den Gründungswahlen zogen insgesamt 29 Parteien in den Sejm ein, 11 davon mit nur einem Sitz. Ein Konzentrationseffekt blieb aus; das parlamentarische Parteiensystem der ersten Legislaturperiode war stark fragmentiert. Die Regierungsbildung gestaltete sich schwierig. Eine Mehrheit von mindestens 231 Sitzen wäre erst durch eine Koalition von wenigstens fünf Parteien möglich gewesen.
Angesichts des Wahlergebnisses schlug Staatspräsident Lech Wałęsa die Bildung eines Expertenkabinetts unter seiner Führung vor. Fast alle im Sejm vertretenen Parteien lehnten ein solches Präsidialkabinett ab; daraufhin beauftragte Wałęsa den Vorsitzenden der Demokratischen Union (UD), Bronisław Geremek, mit der Regierungsbildung. Nachdem dieser Versuch gescheitert war, wurde der Vorsitzende der Zentrumsallianz (PC), Jan Olszewski, mit der Regierungsbildung beauftragt. Er schmiedete eine konservativ-liberal-katholische Fünf-Parteien-Minderheitsregierung. Trotz fehlender Koalitionsmehrheit wurde Olszewski mit über 60 Prozent der Stimmen vom Sejm zum Premierminister gewählt. Ein halbes Jahr später wurde er durch ein Misstrauensvotum gestürzt. Auf Wunsch des Staatspräsidenten wählte der Sejm den PSL-Vorsitzenden Waldemar Pawlak mit großer Mehrheit (70,8 %) zum Premier. Es gelang ihm nicht, eine Regierung aufzustellen; einen Monat später trat er zurück.
Nachdem Präsident Wałęsa mit außerordentlichen Maßnahmen wie der Auflösung des Parlaments oder der Bildung einer Präsidialregierung drohte, konnte die UD-Politikerin Hanna Suchocka eine Sieben-Parteien-Koalition aus liberalen, konservativen, christdemokratischen, katholischen und bäuerlichen Kräften bilden und wurde im Juli 1992 vom Sejm zur Premierministerin gewählt. Im Mai 1993 wurde Suchocka durch Misstrauensvotum gestürzt, nachdem die Gewerkschaft Solidarność dieses beantragt hatte, um die Premierministerin in den laufenden Tarifverhandlungen unter Druck zu setzen. Lech Wałęsa löste das Parlament auf und setzte Neuwahlen an. Einen Tag vor der Auflösung wurde noch ein neues Wahlgesetz verabschiedet, das die starke Dekonzentration zukünftig verhindern soll.

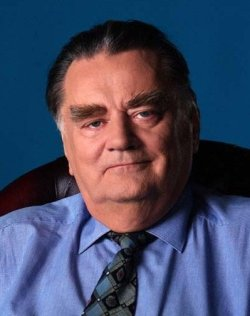
Jan Olszewski, Premierminister am 23. Dezember 1991 bis 5. Juni 1992

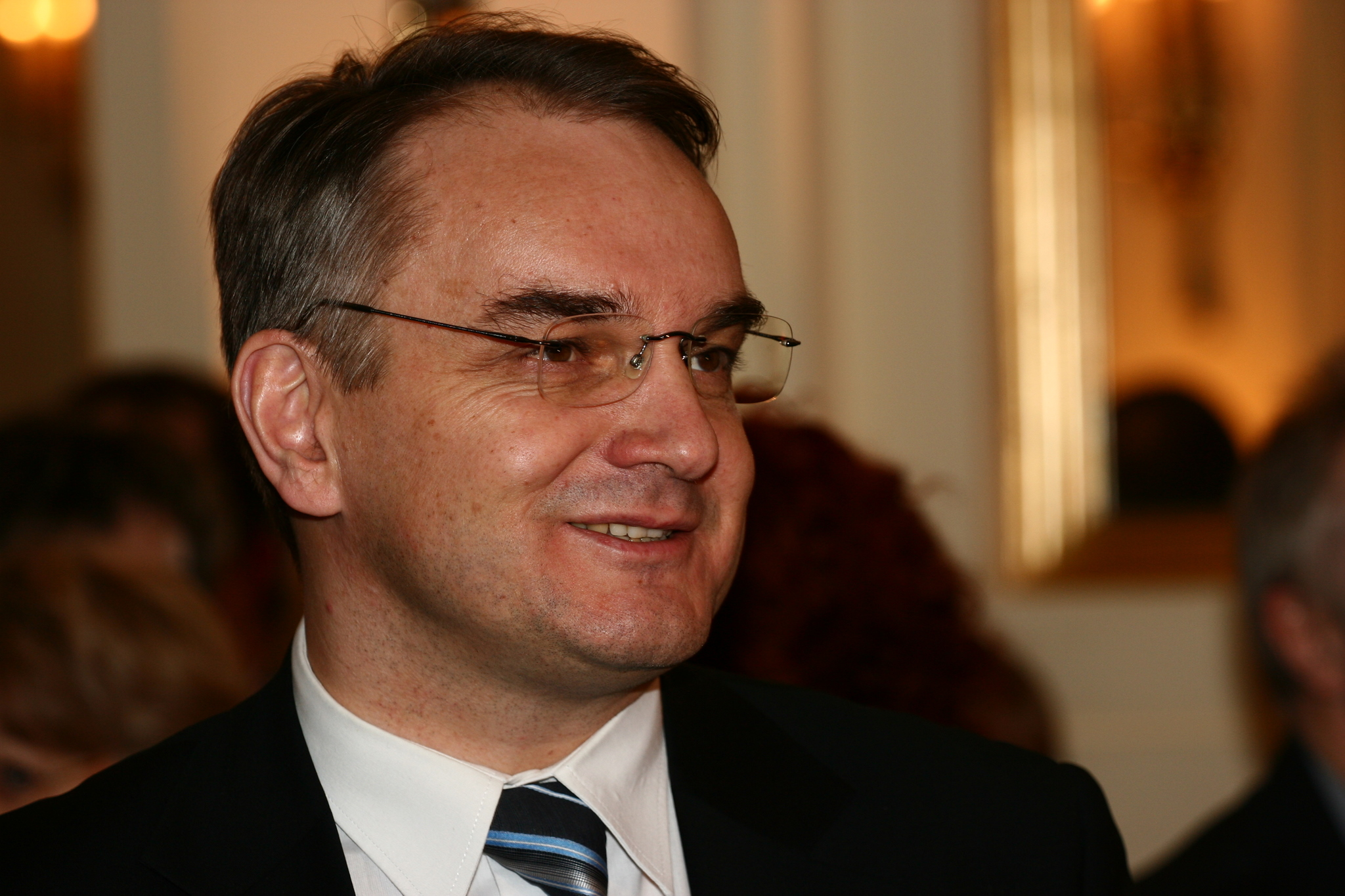
Waldemar Pawlak, Premierminister am 5. Juni 1992 bis 11. Juli 1992

| Partei          | Partei                                     | Stimmen    | %      | Sitze |
| --------------- | ------------------------------------------ | ---------- | ------ | ----- |
|                 | Demokratische Union (UD)                   | 1.382.051  | 12,32  | 62    |
|                 | Bund der Demokratischen Linken (SLD)       | 1.344.820  | 11,99  | 60    |
|                 | Katholische Wahlaktion (WAK)               | 980.304    | 8,74   | 49    |
|                 | Zentrumsallianz (PC)                       | 977.344    | 8,71   | 44    |
|                 | Polnische Bauernpartei (PSL)               | 972.952    | 8,67   | 48    |
|                 | Konföderation des unabhängigen Polen (KPN) | 841.738    | 7,50   | 46    |
|                 | Liberal-Demokratischer Kongress (KLD)      | 839.978    | 7,49   | 37    |
|                 | Bauernallianz (PL)                         | 613.626    | 5,47   | 28    |
|                 | „Solidarność“                              | 566.553    | 5,05   | 27    |
|                 | Polnische Partei der Bier-Freunde (PPPP)   | 367.106    | 3,27   | 16    |
|                 | Sonstige                                   | 2.332.130  | 20,79  | 43    |
|                 |                                            |            |        |       |
| Gesamt          | Gesamt                                     | 11.218.602 | 100,00 | 460   |
|                 |                                            |            |        |       |
| Wahlbeteiligung | Wahlbeteiligung                            | 11.887.949 | 43,20  |       |
| Wahlberechtigte | Wahlberechtigte                            | 27.517.280 | 100,00 |       |
| Quelle:         |                                            |            |        |       |

### 2. Legislaturperiode (1993–1997)
Angesichts des letzten Wahlergebnisses wurde das Wahlgesetz für die Parlamentswahl 1993 geändert. Die Wahlkreise wurden verkleinert, so dass nunmehr 52 Wahlkreise entsprechend den 49 Woiwodschaftsgrenzen existierten; die Woiwodschaften Warschau und Kattowitz wurden in zwei bzw. drei Wahlkreise geteilt. Die Wahlkreisgröße verringerte sich auf 3 bis 17 Mandate. Die Entstehung von Wahlkreisen mittlerer Größe begünstigte stimmenstärkere Parteien. Neben der Neueinteilung der Wahlkreise wurden Sperrklauseln auf der Wahlkreisebene eingeführt. Um bei der Mandatsverteilung berücksichtigt zu werden, mussten Parteien fortan 5 % der Stimmen auf sich vereinigen, für Wahlkoalitionen galt eine 8 %-Hürde. Auf nationaler Ebene wurde die Sperrklausel auf 7 % erhöht. Die Neuregelungen verfehlten ihre Wirkung nicht: Insgesamt traten nur noch 35 Wahlkreislisten und 15 Landeslisten zur Wahl an. Nur noch sieben Parteien zogen in den Sejm ein. Die vier stärksten Fraktionen vereinigten mehr als 90 % der Stimmen auf sich. Das Parteiensystem war weit weniger fragmentiert und deutlich stabiler als in der vorangegangenen Wahlperiode.
Fast alle Parteien des Post-Solidarność-Lagers scheiterten allerdings an den Hürden, da sie die Auswirkungen des neuen Wahlsystems unterschätzten und daher stark zersplittert kandidierten. Aufgrund dessen blieben mehr als ein Drittel der Stimmen in der zweiten Legislaturperiode unrepräsentiert. Die Disproportionseffekte waren daher für ein Verhältniswahlsystem überaus stark. Die Mandatsanteile der im Sejm vertretenen Parteien lagen in Relation stark über den Wahlergebnissen, so dass es dem post-sozialistischen Wahlbündnis Bund der Demokratischen Linken (SLD) und der aus der sozialistischen Vereinigten Bauernpartei (ZSL) hervorgegangenen Polnischen Bauernpartei (PSL) möglich war, eine Koalition zu bilden. Obwohl die Koalitionsfraktionen nur ein Drittel der Stimmen gewannen, stellten sie knapp zwei Drittel der Abgeordneten. Die Bildung dieser post-kommunistischen Regierung führte jedoch unter einem Staatspräsidenten aus dem Post-Solidarność-Lager zu einer Cohabitation, die zahlreiche Spannungen und Machtkonflikte verursachte. Insbesondere Lech Wałęsa provozierte häufig, indem er die Verfassung stark ausreizte und mitunter auch überreizte. Erst durch die Wahl des SLD-Kandidaten Aleksander Kwaśniewski zum Staatspräsidenten 1995 gestaltete sich die Zusammenarbeit kooperativer.
Erster Premierminister der Legislaturperiode wurde entgegen üblichen Koalitionsvereinbarungen der Vorsitzende des Juniorpartners PSL, Waldemar Pawlak. Dieser wurde jedoch im März 1995 durch Misstrauensvotum gestürzt. Trotzdem blieb die Koalition bestehen. Pawlaks Nachfolger wurde der bisherige Sejm-Marschall Józef Oleksy (SLD). Nachdem dieser in den Verdacht der Zusammenarbeit mit dem russischen Geheimdienst geraten und im Januar 1996 zurückgetreten war, wurde Włodzimierz Cimoszewicz (SLD) sein Nachfolger.

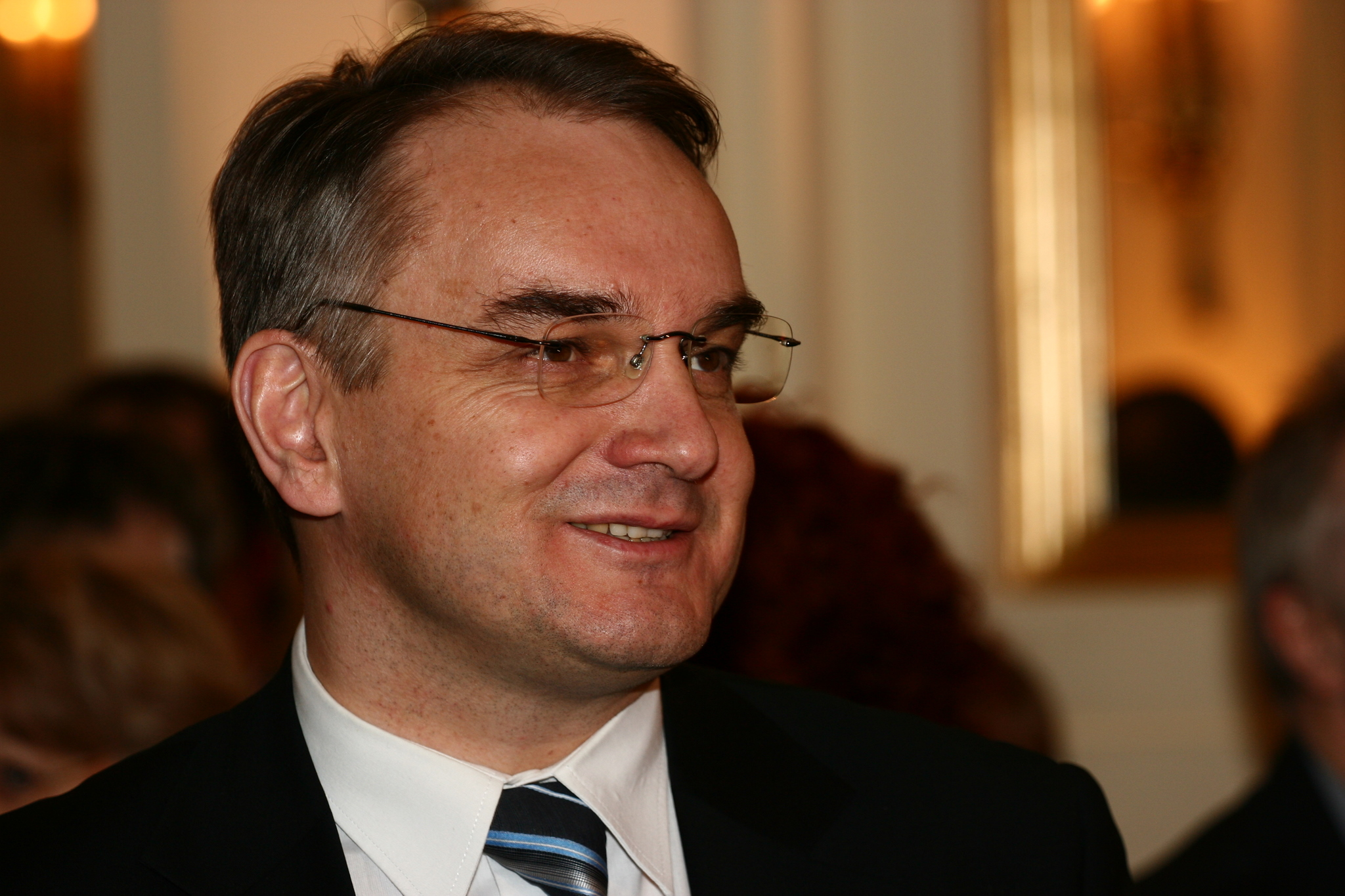
Waldemar Pawlak, Premierminister am 26. Oktober 1993 bis 1. März 1995

| Partei          | Partei                                                  | Stimmen    | %      | Sitze |
| --------------- | ------------------------------------------------------- | ---------- | ------ | ----- |
|                 | Bund der Demokratischen Linken (SLD)                    | 2.815.169  | 20,41  | 171   |
|                 | Polnische Bauernpartei (PSL)                            | 2.124.367  | 15,40  | 132   |
|                 | Demokratische Union (UD)                                | 1.460.957  | 10,59  | 74    |
|                 | Arbeitsunion (UP)                                       | 1.005.004  | 7,28   | 41    |
|                 | Konföderation des unabhängigen Polen (KPN)              | 795.487    | 5,77   | 22    |
|                 | Parteiloser Block zur Unterstützung der Reformen (BBWR) | 746.653    | 5,41   | 16    |
|                 | Sonstige                                                | 4.848.590  | 35,14  | 4     |
|                 |                                                         |            |        |       |
| Gesamt          | Gesamt                                                  | 13.796.227 | 100,00 | 460   |
|                 |                                                         |            |        |       |
| Wahlbeteiligung | Wahlbeteiligung                                         | 14.415.586 | 52,08  |       |
| Wahlberechtigte | Wahlberechtigte                                         | 26.677.302 | 100,00 |       |
| Quelle:         |                                                         |            |        |       |

### 3. Legislaturperiode (1997–2001)

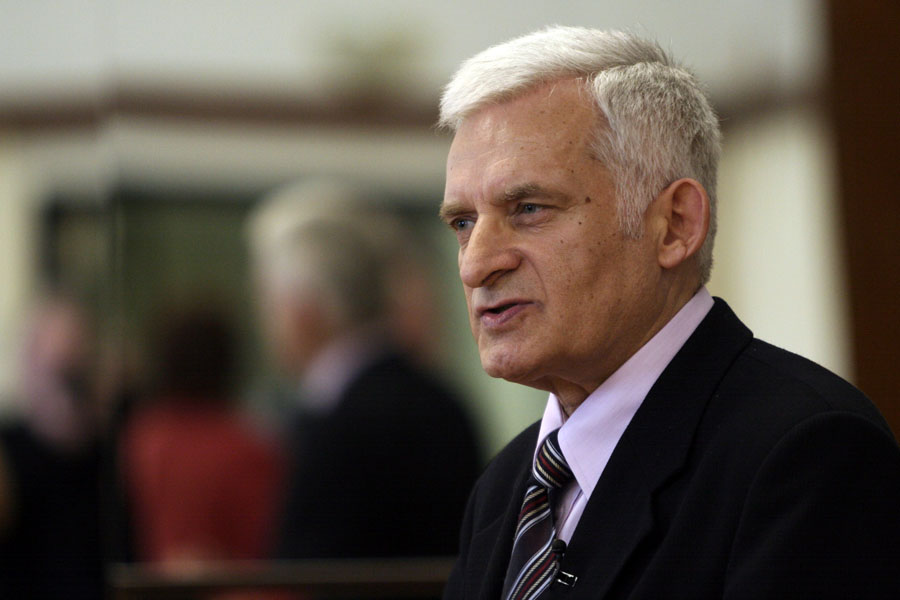
Jerzy Buzek, Premierminister
17. Oktober 1997 bis 19. Oktober 2001

Bei der Wahl zum Sejm 1997 wurde das Wahlgesetz erstmals ohne Modifikationen übernommen. Angesichts des enttäuschenden Ergebnisses für das Post-Solidarność-Lager bei der Parlamentswahl 1993 und der Präsidentschaftswahl 1995, bei denen der SLD-Kandidat Aleksander Kwaśniewski gegen Lech Wałęsa gewonnen hatte, schlossen sich etwa 40 Gruppierungen zur Wahlaktion Solidarność (AWS) zusammen. Dieser Konzentrationseffekt führte zu einer weiteren Reduktion der Kandidatenlisten (24 Wahlkreislisten; 10 Landeslisten). Durch den Zusammenschluss zum gemeinsamen Wahlbündnis gelang es der Rechten nun sogar, die meisten Sitze zu erringen und damit, zusammen mit der Freiheitsunion (UW), eine gemeinsame Regierung zu bilden. Premierminister wurde Jerzy Buzek, nachdem der von den Koalitionspartnern und vom Staatspräsidenten befürwortete AWS-Vorsitzende Marian Krzaklewski ablehnte und lediglich Fraktionsvorsitzender werden wollte. Durch die Bildung der neuen Rechtsregierung kam es zu einer erneuten Cohabitation, welche sich aber weniger konfliktreich und destruktiv gestaltete.
Noch während der Wahlperiode zerfiel das AWS-Bündnis zusehends. Die UW verließ zudem aufgrund mangelnder Fraktionsdisziplin der AWS die Koalition. Dennoch blieb Buzek als erster Premierminister bis zum Ende der Legislaturperiode im Amt – nicht zuletzt aufgrund der Verabschiedung der neuen Verfassung 1997, welche statt des einfachen Misstrauensvotums nunmehr nur noch ein konstruktives Misstrauensvotum erlaubt.
Im Vergleich zur vorhergehenden Wahl sank der Disproportionseffekt von über einem Drittel auf unter ein Achtel. Die Filterwirkung der Sperrklausel fiel deutlich geringer aus, verhinderte aber weiterhin eine Dekonzentration des Parteiensystems. Insgesamt zogen sechs Parteien in den Sejm ein, von denen die vier stärksten allein über 98 % der Mandate auf sich vereinigten.
|                 | Wahlaktion Solidarność (AWS)               | 4.427.373  | 33,83  | 201 | \|- |  | Bund der Demokratischen Linken (SLD) | 3.551.224 | 27,13 | 164 |
|                 | Freiheitsunion (UW)                        | 1.749.518  | 13,37  | 60  | \|- |  |                                      |           |       |     |
|                 | Polnische Bauernpartei (PSL)               | 956.184    | 7,31   | 27  | \|- |  |                                      |           |       |     |
|                 | Bewegung für den Wiederaufbau Polens (ROP) | 727.072    | 5,56   | 6   | \|- |  |                                      |           |       |     |
|                 | Wahlkomitee Deutsche Minderheit (MN)       | 51.027     | 0,39   | 2   | \|- |  |                                      |           |       |     |
|                 | Sonstige                                   | 1.625.833  | 12,42  | –   | \|- |  |                                      |           |       |     |
|                 |                                            |            |        |     | \|- |  |                                      |           |       |     |
| Gesamt          | Gesamt                                     | 13.088.231 | 100,01 | 460 | \|- |  |                                      |           |       |     |
|                 |                                            |            |        |     | \|- |  |                                      |           |       |     |
| Wahlbeteiligung | Wahlbeteiligung                            | 13.616.378 | 47,93  |     | \|- |  |                                      |           |       |     |
| Wahlberechtigte | Wahlberechtigte                            | 28.409.054 | 100,00 |     | \|- |  |                                      |           |       |     |
| Quelle:         |                                            |            |        |     | \|- |  |                                      |           |       |     |

### 4. Legislaturperiode (2001–2005)

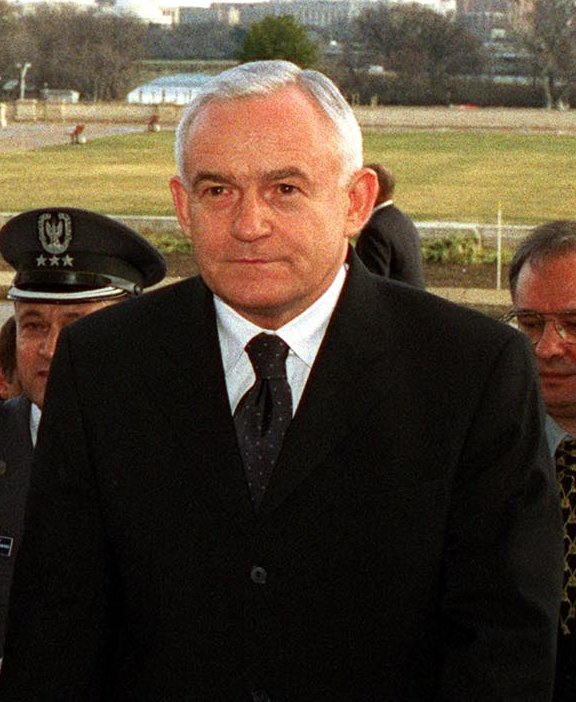
Leszek Miller, Premierminister
19. Oktober 2001 bis 2. Mai 2004

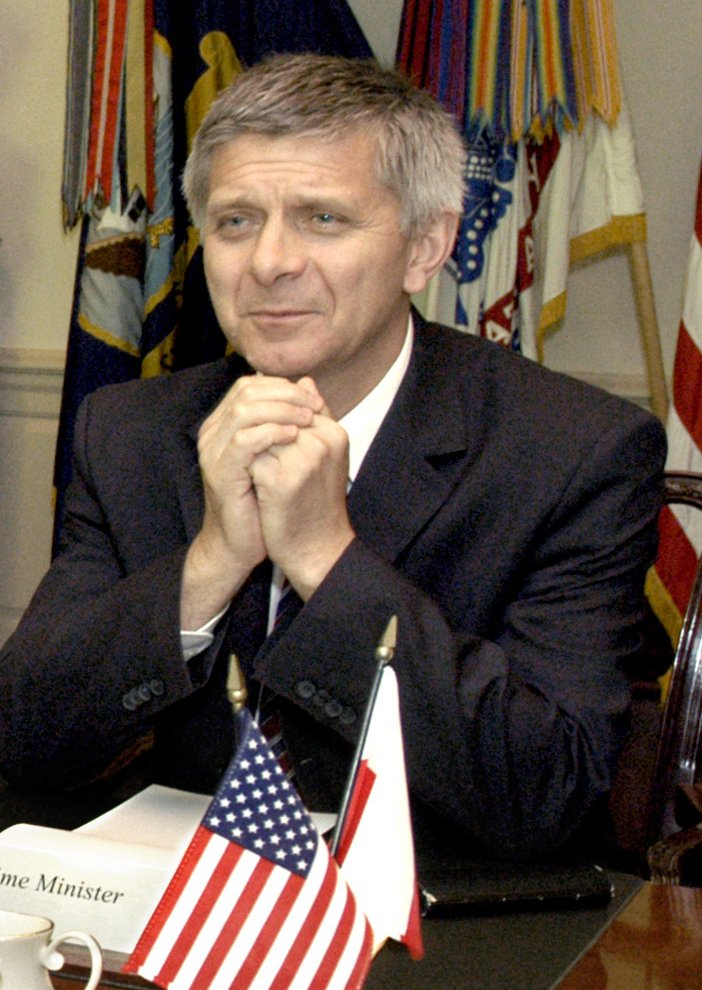
Marek Belka, Premierminister
2. Mai 2004 bis 10. Oktober 2005

Nach der Wahlniederlage der SLD und der Arbeitsunion (UP) 1997 schlossen sich die beiden Parteien zu einem Wahlbündnis zusammen. Angesichts des sich in Umfragen abzeichnenden Wahlsiegs der Wahlkoalition beschloss die AWS-Regierung kurz vor Ende der Legislaturperiode das Wahlgesetz zu ändern, so dass kleinere Parteien bevorzugt werden. Die unterschiedlichen Wahlkontingente wurden abgeschafft. Eine Wahlgesetzänderung wurde auch aufgrund der Verwaltungsreform 1999 notwendig, in der die 49 Woiwodschaften auf 16 reduziert wurden. Fortan werden alle Abgeordneten des Sejm in 41 Mehrpersonenwahlkreisen mit 7 bis 19 Mandaten gewählt. Die Sperrklauseln blieben erhalten.
Auf diese Weise erlangten SLD und UP lediglich 216 Sitze und verpassten die Mehrheit von 231 Sitzen. Geht man von Berechnungen nach dem alten Wahlsystem aus, hätte die Wahlkoalition die Mehrheit der Mandate errungen und wäre auf keinen Koalitionspartner angewiesen gewesen.
Die AWS stürzte auf nur noch 5,6 % und verpasste den Einzug ins Parlament. Stattdessen zogen die aus der AWS entstandenen Parteien Recht und Gerechtigkeit (PiS) unter den Zwillingen Lech und Jarosław Kaczyński mit 9,5 % und die Bürgerplattform (PO) unter Donald Tusk mit 12,7 % sowie die radikalen Parteien Samoobrona (10,2 %) und Liga Polnischer Familien (LPR) (7,9 %) ein. Die AWS wurde mit dem Wahlergebnis für gravierende Fehler während der Regierung, misslungene Reformprojekte und der Unfähigkeit zur Organisation eines stabilen Rechtsbündnisses abgestraft. Auch die UW als Koalitionspartner der AWS erhielt einen Denkzettel und zog nicht erneut ins Parlament ein.
Die UP zog, wie auch im Vorfeld der Wahl vereinbart, mit ihren 16 Abgeordneten als selbstständige Fraktion in den Sejm ein und besiegelte dann eine förmliche Koalition mit der SLD. Dritter Koalitionspartner wurde die PSL, die aber 2003 die Koalition aufgrund ihrer schwankenden Haltung zum EU-Beitritt verlassen musste. Premierminister wurde Leszek Miller, der jedoch aufgrund seiner Vergangenheit als Mitglied des Zentralkomitees und des Politbüros der PZPR nicht unumstritten war. Die Regierungszeit war durch zahlreiche Korruptionsaffären geprägt. Miller trat kurz nach dem EU-Beitritt Polens im Mai 2004 zurück. Sein Nachfolger wurde der Wirtschaftswissenschaftler Marek Belka, der die Minderheitsregierung bis zum Ende des Legislaturperiode führte.
|                                   | Bund der Demokratischen Linken – Arbeitsunion (SLD-UP) | 5.342.519  | 41,04  | 216 | \|- |  | Bürgerplattform (PO) | 1.651.099 | 12,68 | 65 |
|                                   | Selbstverteidigung der Republik Polen (SRP)            | 1.327.624  | 10,20  | 53  | \|- |  |                      |           |       |    |
|                                   | Recht und Gerechtigkeit (PiS)                          | 1.236.787  | 9,50   | 44  | \|- |  |                      |           |       |    |
|                                   | Polnische Bauernpartei (PSL)                           | 1.168.659  | 8,98   | 42  | \|- |  |                      |           |       |    |
|                                   | Liga Polnischer Familien (LPR)                         | 1.025.148  | 7,87   | 38  | \|- |  |                      |           |       |    |
|                                   | Wahlkomitee Deutsche Minderheit (MN)                   | 47.230     | 0,36   | 2   | \|- |  |                      |           |       |    |
|                                   | Sonstige                                               | 1.218.863  | 9,36   | –   | \|- |  |                      |           |       |    |
|                                   |                                                        |            |        |     | \|- |  |                      |           |       |    |
| Gesamt                            | Gesamt                                                 | 13.017.929 | 99,99  | 460 | \|- |  |                      |           |       |    |
|                                   |                                                        |            |        |     | \|- |  |                      |           |       |    |
| Wahlbeteiligung                   | Wahlbeteiligung                                        | 13.559.412 | 46,29  |     | \|- |  |                      |           |       |    |
| Wahlberechtigte                   | Wahlberechtigte                                        | 29.364.455 | 100,00 |     | \|- |  |                      |           |       |    |
| Quelle: Staatliche Wahlkommission |                                                        |            |        |     | \|- |  |                      |           |       |    |

### 5. Legislaturperiode (2005–2007)

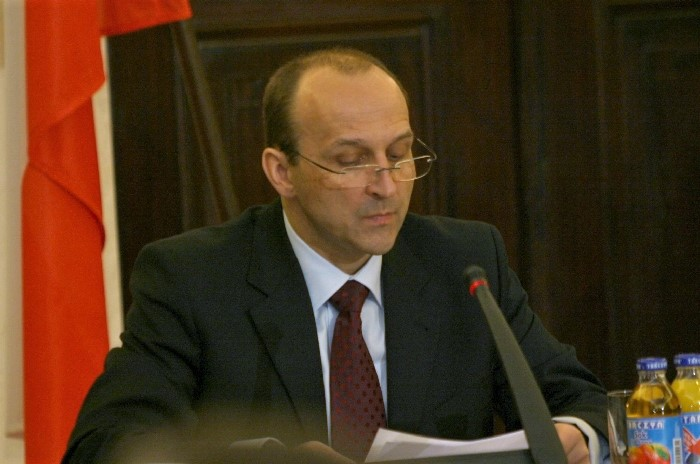
Kazimierz Marcinkiewicz, Premierminister
31. Oktober 2005 bis 14. Juli 2006

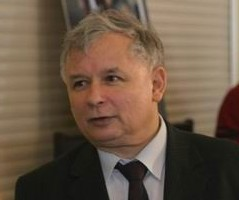
Jarosław Kaczyński, Premierminister
14. Juli 2006 bis 16. November 2007

Bei der Parlamentswahl 2005 wurde die SLD für die zahlreichen Korruptionsaffären deutlich abgestraft. Die Partei fiel auf nur noch 11,3 % zurück. Profitieren konnten davon die AWS-Nachfolge-Parteien PO und vor allem PiS, die mit den Law-and-Order-Parolen stärkste Partei wurde. Obwohl im Vorfeld der Wahl bereits Koalitionsgespräche mit der PO angestrebt wurden, orientierte sich die PiS nach der Wahl eher an den überraschend stark im Parlament vertretenen populistischen Parteien Samoobrona und Liga Polnischer Familien (LPR). Die PiS bildete zuerst eine Minderheitsregierung unter der Führung von Kazimierz Marcinkiewicz. Jarosław Kaczyński verzichtete als Parteivorsitzender auf den Posten des Premierministers, um die Chancen seines Zwillingsbruders Lech bei der anstehenden Präsidentschaftswahl nicht zu gefährden. Da eine allzu große Machtkonzentration in einer Hand bzw. Familie in der Bevölkerung auf erhebliche Skepsis stieß, verpflichteten sich die Zwillingsbrüder gemeinsam, die höchsten Staatsämter nicht gleichzeitig zu bekleiden. Im Mai 2006 bildete die PiS eine national-konservative Koalition mit den Parteien Samoobrona und LPR. Nur zwei Monate später trat Marcinkiewicz als Ministerpräsident zurück und machte damit Platz für Jarosław Kaczyński, der das Amt trotz der Wahl seines Bruders zum Staatspräsidenten im Dezember 2005 übernahm.
Im August 2007 brach diese Koalition auseinander, was nur zwei Monate später zu Neuwahlen führte.
|                                   | Recht und Gerechtigkeit (PiS)               | 3.185.714  | 26,99  | 155 | \|- |  | Bürgerplattform (PO) | 2.849.259 | 24,14 | 133 |
|                                   | Selbstverteidigung der Republik Polen (SRP) | 1.347.355  | 11,41  | 56  | \|- |  |                      |           |       |     |
|                                   | Bund der Demokratischen Linken (SLD)        | 1.335.257  | 11,31  | 55  | \|- |  |                      |           |       |     |
|                                   | Liga Polnischer Familien (LPR)              | 940.762    | 7,97   | 34  | \|- |  |                      |           |       |     |
|                                   | Polnische Bauernpartei (PSL)                | 821.656    | 6,96   | 25  | \|- |  |                      |           |       |     |
|                                   | Wahlkomitee Deutsche Minderheit (MN)        | 34.469     | 0,29   | 2   | \|- |  |                      |           |       |     |
|                                   | Sonstige                                    | 1.290.204  | 10,93  | –   | \|- |  |                      |           |       |     |
|                                   |                                             |            |        |     | \|- |  |                      |           |       |     |
| Gesamt                            | Gesamt                                      | 11.804.676 | 100,00 | 460 | \|- |  |                      |           |       |     |
|                                   |                                             |            |        |     | \|- |  |                      |           |       |     |
| Wahlbeteiligung                   | Wahlbeteiligung                             | 12.244.903 | 40,57  |     | \|- |  |                      |           |       |     |
| Wahlberechtigte                   | Wahlberechtigte                             | 30.229.031 | 100,00 |     | \|- |  |                      |           |       |     |
| Quelle: Staatliche Wahlkommission |                                             |            |        |     | \|- |  |                      |           |       |     |

### 6. Legislaturperiode (2007–2011)

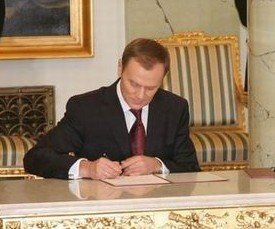
Donald Tusk, Premierminister von 16. November 2007 bis 22. September 2014

Sitzverteilung im Sejm nach der Wahl 2007

Bei den Neuwahlen zum Sejm wurde die national-konservative Regierung abgewählt. Trotz einer Abhöraffäre (2006) konnte die PiS ihren Stimmenanteil erhöhen (+5,12 % Stimmanteil bzw. +62,71 % Stimmen), indem sie die drastischen Verluste ihrer Koalitionspartner absorbierte. Jedoch bekam die Bürgerplattform (PO) massiv mehr Zuspruch vom Wähler (+17,37 % Stimmanteil bzw. +235,18 % Stimmen) als bei der Wahl 2005 zwei Jahre zuvor. Stärkste Partei wurde somit die PO, die eine Koalitionsregierung mit der PSL unter Premier Donald Tusk stellte.
Die SLD trat zusammen mit der Sozialdemokratie Polens (SDPL), der Arbeitsunion (UP) und der aus der Freiheitsunion (UW) hervorgegangenen Demokratischen Partei (PD) als Wahlbündnis Linke und Demokraten (LiD) an. Die 2006 geschmiedete Wahlkoalition löste sich jedoch bereits 2008 wieder auf, nachdem die erhofften Erfolge bei der Parlamentswahl ausblieben. Im Vergleich zu den zusammenaddierten Wahlergebnissen der Einzelparteien 2005 verlor das Bündnis sogar noch 4,4 % der Stimmen. Die Bündnismitglieder stellen nun eigene Fraktionen.
Bedingt durch die Gründung der Partei Polen ist am Wichtigsten und damit verbundenen Parteiübertritten sowie der Auflösung des Bündnisses LiD gab es einige Veränderungen in der Sitzverteilung.
Als Sejmmarschall wurde Bronisław Komorowski (PO) berufen. Seit seiner Wahl zum Staatspräsidenten am 8. Juli 2010 ist Grzegorz Schetyna (ebenfalls PO) Sejmmarschall.
|                                   | Bürgerplattform (PO)                 | 6.701.010  | 41,51  | 209 | \|- |  | Recht und Gerechtigkeit (PiS) | 5.183.477 | 32,11 | 166 |
|                                   | Linke und Demokraten (LiD)           | 2.122.981  | 13,15  | 53  | \|- |  |                               |           |       |     |
|                                   | Polnische Bauernpartei (PSL)         | 1.437.638  | 8,91   | 31  | \|- |  |                               |           |       |     |
|                                   | Wahlkomitee Deutsche Minderheit (MN) | 32.462     | 0,20   | 1   | \|- |  |                               |           |       |     |
|                                   | Sonstige                             | 664.634    | 4,12   | –   | \|- |  |                               |           |       |     |
|                                   |                                      |            |        |     | \|- |  |                               |           |       |     |
| Gesamt                            | Gesamt                               | 16.142.202 | 100,00 | 460 | \|- |  |                               |           |       |     |
|                                   |                                      |            |        |     | \|- |  |                               |           |       |     |
| Wahlbeteiligung                   | Wahlbeteiligung                      | 16.477.734 | 53,88  |     | \|- |  |                               |           |       |     |
| Wahlberechtigte                   | Wahlberechtigte                      | 30.615.471 | 100,00 |     | \|- |  |                               |           |       |     |
| Quelle: Staatliche Wahlkommission |                                      |            |        |     | \|- |  |                               |           |       |     |

### 7. Legislaturperiode (2011–2015)

Sitzverteilung im Sejm nach der Wahl 2011

Die Wahlen zum VII. Sejm fanden am 9. Oktober 2011 während der polnischen Präsidentschaft im Rat der Europäischen Union statt. Die Bürgerplattform wurde wieder stärkste Kraft, Donald Tusk wurde im Amt des Ministerpräsidenten bestätigt. Es war das erste Mal, dass eine Regierung des postkommunistischen Polen für eine zweite Amtszeit gewählt wurde.
Tusk wurde nach seiner Berufung zum EU-Ratspräsidenten von seiner Parteifreundin Ewa Kopacz abgelöst, welche die Koalition aus PO und PSL fortführte.
|                                   | Bürgerplattform (PO)                 | 5.629.773  | 39,18  | 207 | \|- |  | Recht und Gerechtigkeit (PiS) | 4.295.016 | 29,89 | 157 |
|                                   | Palikot-Bewegung (RP)                | 1.439.490  | 10,02  | 40  | \|- |  |                               |           |       |     |
|                                   | Polnische Bauernpartei (PSL)         | 1.201.628  | 8,36   | 28  | \|- |  |                               |           |       |     |
|                                   | Bund der Demokratischen Linken (SLD) | 1.184.303  | 8,24   | 27  | \|- |  |                               |           |       |     |
|                                   | Wahlkomitee Deutsche Minderheit (MN) | 28.014     | 0,19   | 1   | \|- |  |                               |           |       |     |
|                                   | Sonstige                             | 591.279    | 4,11   | –   | \|- |  |                               |           |       |     |
|                                   |                                      |            |        |     | \|- |  |                               |           |       |     |
| Gesamt                            | Gesamt                               | 14.369.503 | 100,00 | 460 | \|- |  |                               |           |       |     |
|                                   |                                      |            |        |     | \|- |  |                               |           |       |     |
| Wahlbeteiligung                   | Wahlbeteiligung                      | 15.050.027 | 48,92  |     | \|- |  |                               |           |       |     |
| Wahlberechtigte                   | Wahlberechtigte                      | 30.762.931 | 100,00 |     | \|- |  |                               |           |       |     |
| Quelle: Staatliche Wahlkommission |                                      |            |        |     | \|- |  |                               |           |       |     |

### 8. Legislaturperiode (2015–2019)
Die Wahlen zum VIII. Sejm fanden am 25. Oktober 2015 statt. Sie wurde von einer Abhöraffäre (2014) begleitet, die sich gegen die regierende Bürgerplattform (PO) richtete und die zu massivem Stimmverlust für die PO führte (−15,09 % Stimmanteil bzw. −34,96 % Stimmen). Der Prawo i Sprawiedliwość (PiS) gelang es dagegen, die Wahl mit 37,6 % der Stimmen zu gewinnen (+7,69 % Stimmanteil bzw. +32,98 % Stimmen). Sie erreichte mit 235 von 460 Mandaten die absolute Mehrheit, was ein Novum in der Geschichte der Dritten Polnischen Republik darstellt. Ebenfalls gelang keiner linken Partei der Einzug in das Parlament, was an der für Parteienbündnisse geltenden erhöhten Sperrklausel von 8,0 % lag. Diese wurde von dem aus sechs linken Parteien bestehenden Bündnis ZL (7,6 %) verfehlt. In Summe waren letztlich 16,62 % der Wählerstimmen nicht im Sejm abgebildet, was der PiS zur absoluten Mehrheit der Mandate verhalf. Durch die wiederholte Wahl von drei Verfassungsrichtern trotz bereits rechtmäßig besetzter Stellen entstand die Verfassungskrise.
| Partei                            | Partei                               | Stimmen    | %      | Sitze | Sitzverteilung                        |
| --------------------------------- | ------------------------------------ | ---------- | ------ | ----- | ------------------------------------- |
|                                   | Recht und Gerechtigkeit (PiS)        | 5.711.687  | 37,58  | 235   | 1 28 138 16 42 235 1 28 138 16 42 235 |
|                                   | Bürgerplattform (PO)                 | 3.661.474  | 24,09  | 138   | 1 28 138 16 42 235 1 28 138 16 42 235 |
|                                   | Kukiz-Bewegung (Kukiz’15)            | 1.339.094  | 8,81   | 42    | 1 28 138 16 42 235 1 28 138 16 42 235 |
|                                   | Nowoczesna Ryszarda Petru (.N)       | 1.155.370  | 7,60   | 28    | 1 28 138 16 42 235 1 28 138 16 42 235 |
|                                   | Polnische Bauernpartei (PSL)         | 779.875    | 5,13   | 16    | 1 28 138 16 42 235 1 28 138 16 42 235 |
|                                   | Wahlkomitee Deutsche Minderheit (MN) | 27.530     | 0,18   | 1     | 1 28 138 16 42 235 1 28 138 16 42 235 |
|                                   | Sonstige                             | 2.525.641  | 16,62  | –     | 1 28 138 16 42 235 1 28 138 16 42 235 |
|                                   |                                      |            |        |       | 1 28 138 16 42 235 1 28 138 16 42 235 |
| Gesamt                            | Gesamt                               | 15.200.671 | 100,00 | 460   | 1 28 138 16 42 235 1 28 138 16 42 235 |
|                                   |                                      |            |        |       | 1 28 138 16 42 235 1 28 138 16 42 235 |
| Wahlbeteiligung                   | Wahlbeteiligung                      | 15.595.335 | 50,92  |       | 1 28 138 16 42 235 1 28 138 16 42 235 |
| Wahlberechtigte                   | Wahlberechtigte                      | 30.732.398 | 100,00 |       | 1 28 138 16 42 235 1 28 138 16 42 235 |
| Quelle: Staatliche Wahlkommission |                                      |            |        |       |                                       |

### 9. Legislaturperiode (2019–2023)
Die Wahlen zum IX. Sejm fanden am 13. Oktober 2019 statt. Der Prawo i Sprawiedliwość gelang es, die Wahl mit 43,59 % der Stimmen zu gewinnen. Sie erreichte mit 235 von 460 Mandaten exakt die gleiche Sitzanzahl wie zuvor und somit die absolute Mehrheit. Die Opposition trat in offiziellen wie inoffiziellen Wahlbündnissen an, die jeweils aus mehreren Parteien bestanden, welche jedoch bei den inoffiziellen Wahlbündnissen alle unter dem Namen einer Partei kandidierten. In der IX. Wahlperiode zog unter dem Namen der SLD mit Lewica wieder ein linkes Wahlbündnis in den Sejm ein, zudem erhielt die rechtsextreme Konfederacja 11 Sitze.
| Partei                            | Partei                                           | Stimmen    | %      | Sitze | Sitzverteilung                        |
| --------------------------------- | ------------------------------------------------ | ---------- | ------ | ----- | ------------------------------------- |
|                                   | Recht und Gerechtigkeit (PiS) (PiS+Poroz.+SP+PR) | 8.051.935  | 43,59  | 235   | 49 1 134 30 235 11 49 1 134 30 235 11 |
|                                   | Bürgerkoalition (KO) (PO+.N+IP+Zieloni)          | 5.060.355  | 27,40  | 134   | 49 1 134 30 235 11 49 1 134 30 235 11 |
|                                   | Linke 1 (SLD+Wiosna+razem)                       | 2.319.946  | 12,56  | 49    | 49 1 134 30 235 11 49 1 134 30 235 11 |
|                                   | Polnische Koalition (KP) 2 (PSL+Kukiz’15+UED)    | 1.578.523  | 8,55   | 30    | 49 1 134 30 235 11 49 1 134 30 235 11 |
|                                   | Konföderation (KORWiN+RN+KKP)                    | 1.256.953  | 6,81   | 11    | 49 1 134 30 235 11 49 1 134 30 235 11 |
|                                   | Wahlkomitee Deutsche Minderheit (MN)             | 32.094     | 0,17   | 1     | 49 1 134 30 235 11 49 1 134 30 235 11 |
|                                   | Sonstige                                         | 170.700    | 0,92   | –     | 49 1 134 30 235 11 49 1 134 30 235 11 |
|                                   |                                                  |            |        |       | 49 1 134 30 235 11 49 1 134 30 235 11 |
| Gesamt                            | Gesamt                                           | 18.470.710 | 100,00 | 460   | 49 1 134 30 235 11 49 1 134 30 235 11 |
|                                   |                                                  |            |        |       | 49 1 134 30 235 11 49 1 134 30 235 11 |
| Wahlbeteiligung                   | Wahlbeteiligung                                  | 18.678.457 | 61,74  |       | 49 1 134 30 235 11 49 1 134 30 235 11 |
| Wahlberechtigte                   | Wahlberechtigte                                  | 30.253.556 | 100,00 |       | 49 1 134 30 235 11 49 1 134 30 235 11 |
| Quelle: Staatliche Wahlkommission |                                                  |            |        |       |                                       |

### 10. Legislaturperiode (2023–2027)
- Lewica: 26
- KO: 157
- TD: 65
- PiS: 194
- KON: 18

Die Wahlen zum X. Sejm fanden am 15. Oktober 2023 statt. Bei der Wahl verlor die amtierende Regierung unter Führung der PiS-Partei nach acht Jahren ihre Mehrheit, stattdessen errang die bisherige Opposition in beiden Parlamentskammern die Mehrheit und Donald Tusk konnte in der Folge am 13. Dezember 2023 eine neue Regierung unter seiner Führung bilden. Die Wahlbeteiligung lag bei 74,38 Prozent, gleichzeitig fanden mehrere von der Regierung initiierte Volksabstimmungen statt, die aber nicht das erforderliche Quorum von 50 % erreichten.